# Agent de vânzări
Agentul de vânzări este o persoană angajată pentru a vinde diferite produse sau servicii.
Din activitățile unui agent de vânzări:
- prospectarea pieței și aducerea de noi clienți
- stabilirea și menținerea relațiilor cu clienții
- analizarea cerințelor potențialilor beneficiari
- pregătirea ofertelor comerciale
- pregătirea prezentărilor necesare pentru serviciile firmei
- efectuarea de prezentări de produse, prezentări tehnice și demonstrații
- participarea la negocieri comerciale
- particularizarea ofertei de produse și servicii pentru fiecare potențial beneficiar
- menținerea contactelor permanente cu reprezentanții beneficiarilor
- participarea la organizarea unor acțiuni promoționale: târguri, expoziții, campanii publicitare.

## Definiție vânzări
Activitatea de a convinge un client să cumpere un produs sau serviciu plătind, în schimb, bani sau un alt produs sau serviciu. Este o activitate care începe cu primul contact cu clientul și se încheie când produsul vândut ajunge în posesia clientului și plata ajunge în posesia vânzătorului.

## Tipuri de agenți de vânzări
În domeniul vânzărilor există mai multe tipuri de agenți, în funcție de industrie, strategie și tipul de relație cu clientul:
- Agent de vânzări în retail - Lucrează direct cu consumatorii în magazine fizice sau online, prezentând produse și asistând la achiziții.
- Agent B2B (Business-to-Business) - Realizează vânzări către alte companii, negociind contracte și construind relații comerciale.
- Agent de vânzări pe teren - Vizitează clienți la fața locului pentru a promova și vinde produse sau servicii, folosind instrumente de planificare.
- Agent inside sales - Vinde produse sau servicii de la distanță, prin telefon, e-mail sau videoconferințe, gestionând un număr mare de lead-uri.
- Reprezentant farmaceutic - Promovează medicamente și echipamente medicale către doctori, spitale și farmacii.
- Agent de vânzări în imobiliare - Intermediază vânzarea sau închirierea de proprietăți, organizând vizionări și negociind condițiile tranzacției.
- Agent independent (freelancer) - Lucrează pe cont propriu, reprezentând mai multe branduri, în special în domenii precum cosmetice sau produse de lux.[1]

## Licențierea agenților de bursă
Agenții de bursă efectuează tranzacții și înregistrează acordul oral al brokerilor vânzătorului și cumpărătorului pentru a încheia tranzacția. În domeniul tranzacțiilor bursiere agentul de vânzări trebuie să aibă pregătire de specialitate.

### SUA
În SUA, licențierea agenților de bursă este gestionată de U. S. Securities and Exchange Commission și de Financial Industry Regulatory Authority. Firmele de brokeraj sunt, de asemenea, supuse regulilor de jurisdicție locală, care pot varia de la stat la stat. Comun pentru toate statele din SUA este că ele toate refuză licențierea unei firme de brokeraj care oferă tranzacționare cu CFD leverage. Această unitate se explică prin faptul că 76% din conturile investitorilor de retail pierd bani atunci când tranzacționează cu CFD.

### Regatul Unit
În Marea Britanie, agenții de bursă trebuie să fie instruiți pentru a obține un statut recunoscut de Financial Conduct Authority. Licența agentului de vânzări poate fi verificată în Financial Services Register.

### Franța
După adoptarea legii din 1996 privind modernizarea activităților financiare, societățile de investiții au înlocuit agenții de bursă.

## Vezi și
- Angrosist
- Lucrător comercial
- Negustor
- Vânzător